# كريس جوستين
كريس جوستين (بالإنجليزية: Chris Heath)‏ هو كاتب وصحفي بريطاني، ولد في القرن العشرين.

## وصلات خارجية
- كريس جوستين على موقع ميوزك برينز (الإنجليزية)